# Calumpit
Calumpit ist eine Stadtgemeinde in der philippinischen Provinz Bulacan. Im Jahre 2015 zählte sie 108.757 Einwohner. Im Westen grenzt Calumpit an die Provinz Pampanga.
In der Stadtgemeinde befindet sich auch die älteste Kirche von Bulacan. Die St. John the Baptist Church wurde 1572 erbaut. Der Augustiner Diego Vivar-Ordoñez beaufsichtigte den Bau der Kirche. Innerhalb der Kirche befindet sich ein Tunnel, der einer Legende nach von Priestern während des spanischen Regimes verwendet wurde, um Gold, Statuen und Schmucksachen vor den Schatzräubern zu verstecken. 1899 war Calumpit kurzzeitig Sitz der Regierung der ersten philippinischen Republik.

## Baranggays
Calumpit ist in folgende 29 Baranggays aufgeteilt:
| - Balite - Balungao - Buguion - Bulusan - Calizon - Calumpang - Caniogan - Corazon - Frances - Gatbuca | - Gugo - Iba Este - Iba O'Este - Longos - Meysulao - Meyto - Palimbang - Panducot - Pio Cruzcosa - Poblacion | - Pungo - San Jose - San Marcos - San Miguel - Santa Lucia - Santo Niño - Sapang Bayan - Sergio Bayan - Sucol |